# Metaleptyphantes perexiguus
Metaleptyphantes perexiguus is een spinnensoort in de taxonomische indeling van de hangmatspinnen (Linyphiidae).
Het dier behoort tot het geslacht Metaleptyphantes. De wetenschappelijke naam van de soort werd voor het eerst geldig gepubliceerd in 1922 door Eugène Simon & Jean-Louis Fage.